# 大クエーサー群
大クエーサー群（だいクエーサーぐん、Large quasar group・LQG）とは、複数のクエーサーで構成された宇宙の大規模構造である。銀河フィラメントと並んで、宇宙最大の構造を形成しており、そのうちU1.27は、ヘルクレス座・かんむり座グレートウォールに次いで宇宙で最も大きな構造物である。

## 概要
最初の大クエーサー群は、1982年に発見され、ウェブスター大クエーサー群 (LQG 1) と名づけられた。ウェブスター大クエーサー群は長さが3億3000万光年もあり、発見された時点で最も巨大な宇宙の大規模構造であった。ちなみに対となる銀河フィラメントは、1978年に発見されたかみのけ座超銀河団が最初である。2013年現在、大クエーサー群は20個発見されている。
大クエーサー群は数個から数十個のクエーサーで構成されている。最も少ないのはウェブスター大クエーサー群の5個であり、最も多いのはU1.27の73個である。
大クエーサー群のクエーサーは数えられる程度の数しかないが、クエーサー1個1個には普通の銀河よりも重い超大質量ブラックホールがあるため、数千個から数億個の銀河で構成されている銀河フィラメントと比べてもそれほど軽くない質量を持つ。例えばU1.27は73個の銀河で構成されており、質量は6.1×1018M☉であるが、U1.27の約4分の1の大きさを持ち、約60個の銀河団で構成されているうお座・くじら座超銀河団Complexはこの約6分の1の質量である。
大クエーサー群は、銀河の原型とされるクエーサーで構成されているため、銀河団や超銀河団、銀河フィラメントの原型ではないかと考えられている。しかし、ビッグバン後に形成される宇宙の大規模構造の上限は12億光年とされているのに、これをはるかに超える大クエーサー群が発見されており、またその大きさや配置は、宇宙は大きいスケールで見ると均一に見えるという宇宙原理に反しているように見える。このため、現在の計算モデルは、過度に簡易化されているため、実際の宇宙を記述できていないのではないかという可能性がある。

## 一覧
| 名称                                                 | 赤方 偏移 | 距離 (億光年) | 大きさ (億光年) | 構成クエ ーサー数 | 発見年 | 備考・注釈 |
| ---------------------------------------------------- | --------- | ------------- | --------------- | ----------------- | ------ | --- |
| ウェブスター大クエーサー群                           | 0.37      | 47.2          | 3.3             | 5                 | 1982   | 初めて発見された大クエーサー群。発見された時点で最も大きな宇宙の大規模構造。別名LQG 1。                                                           |
| クランプトン・カウリー・ハートウィック大クエーサー群 | 1.11      | 117.5         | 2.0             | 28                | 1987   | 別名LQG 2、コンバーグ・クラフツォフ・ルカシュ大クエーサー群10。                                                                                   |
| U1.28                                                | 1.28      | 129.9         | 20.6            | 34                | 1991   | U1.27のすぐ近くにある。別名LQG 3、クロウス・キャンプサノ大クエーサー群。                                                                          |
| （名称不明）                                         | 1.9       | 167.0         | 5.3             | 10                | 1995   | 名称不明。 |
| （名称不明）                                         | 0.19      | 25.3          | 2.6             | 7                 | 1995   | 名称不明。 |
| コンバーグ・クラフツォフ・ルカシュ大クエーサー群1    | 0.6       | 72.3          | 4.2             | 12                | 1996   | [ 7 ] [ 9 ] |
| コンバーグ・クラフツォフ・ルカシュ大クエーサー群2    | 0.6       | 72.3          | 4.6             | 12                | 1996   | [ 7 ] [ 9 ] |
| コンバーグ・クラフツォフ・ルカシュ大クエーサー群3    | 1.3       | 131.3         | 5.4             | 14                | 1996   | [ 7 ] [ 9 ] |
| コンバーグ・クラフツォフ・ルカシュ大クエーサー群4    | 1.9       | 167.0         | 4.7             | 14                | 1996   | [ 7 ] [ 9 ] |
| コンバーグ・クラフツォフ・ルカシュ大クエーサー群5    | 1.7       | 156.3         | 6.4             | 13                | 1996   | [ 7 ] [ 9 ] |
| コンバーグ・クラフツォフ・ルカシュ大クエーサー群6    | 1.5       | 144.4         | 4.1             | 10                | 1996   | [ 7 ] [ 9 ] |
| コンバーグ・クラフツォフ・ルカシュ大クエーサー群7    | 1.9       | 167.0         | 4.0             | 10                | 1996   | [ 7 ] [ 9 ] |
| コンバーグ・クラフツォフ・ルカシュ大クエーサー群8    | 2.1       | 176.8         | 4.6             | 12                | 1996   | [ 7 ] [ 9 ] |
| コンバーグ・クラフツォフ・ルカシュ大クエーサー群9    | 1.9       | 167.0         | 2.9             | 18                | 1996   | [ 7 ] [ 9 ] |
| コンバーグ・クラフツォフ・ルカシュ大クエーサー群11   | 0.7       | 82.2          | 6.9             | 11                | 1996   | [ 7 ] [ 9 ] |
| コンバーグ・クラフツォフ・ルカシュ大クエーサー群12   | 1.2       | 124.2         | 6.8             | 14                | 1996   | [ 7 ] [ 9 ] |
| U1.54                                                | 1.54      | 146.9         | 6.6             | 21                | 1998   | U1.28と平行に存在し、約95億年前の宇宙には既に宇宙の泡構造の原型が出来ていたことを示唆している。別名ニューマン大クエーサー群。                     |
| テシュ・エンゲルズ大クエーサー群                     | 0.27      | 35.3          | 6.2             | 6                 | 2000   | X線で発見された最初の大クエーサー群。 |
| U1.11                                                | 1.11      | 117.5         | 25.4            | 38                | 2011   | [ 2 ] [ 10 ] |
| U1.27                                                | 1.27      | 129.2         | 40.4            | 73                | 2012   | 2013年現在、ヘルクレス座・かんむり座グレートウォールに次いで宇宙で二番目に巨大な大規模構造。平均直径16.3億光年。U1.28が近くにある。別名Huge-LQG。 |